# Belostoma gestroi
Belostoma gestroi – gatunek wodnego pluskwiaka z podrzędu różnoskrzydłych i rodziny Belostomatidae.

## Taksonomia
Gatunek ten opisany został w 1903 roku przez A. L. Montandona.

## Opis
Ciało 39 do 45 mm długie, owalne, barwy od żółtawobrązowej po ciemnoczekoladową. Nasada nadustka położona z przodu od linii ocznej, czyli linii łączącej najdalej do przodu wysunięte krańce oczu złożonych. Oczy kuliste o zaokrąglonych zewnętrznych krawędziach. Pierwszy segment kłujki nie krótszy od drugiego. Owłosienie brzusznej strony odwłoka nie sięga wieczka płciowego lub sięga je nie pokrywając całkowicie connexivum.

## Rozprzestrzenienie
Neotropikalny gatunek wykazany z Argentyny, Paragwaju, Peru, Boliwii, Surinamu oraz brazylijskich stanów Amazonas i Mato Grosso.